# Protoribates imperfectus
Protoribates imperfectus är en kvalsterart som först beskrevs av Banks 1906.  Protoribates imperfectus ingår i släktet Protoribates och familjen Protoribatidae. Inga underarter finns listade i Catalogue of Life.